# Leo Sexton
Pour les articles homonymes, voir Sexton.
Leo Joseph Sexton (né le 27 août 1909 à Danvers (Massachusetts) - mort le 6 septembre 1968 à Perry) est un athlète américain spécialiste du lancer du poids.
Sélectionné dans l'équipe américaine pour participer aux Jeux olympiques de 1932 à Los Angeles, il remporte le concours du lancer du poids avec un jet mesuré à 16,00 m. Quelques jours plus tard, lors du meeting de Freeport, Leo Sexton établit un nouveau record du monde de la discipline avec 16,16 m, améliorant de douze centimètres la meilleure marque planétaire détenu par l'Allemand Emil Hirschfeld depuis 1928.

## Palmarès
| Année | Compétition     | Lieu        | Résultat | Marque  |
| ----- | --------------- | ----------- | -------- | ------- |
| 1932  | Jeux olympiques | Los Angeles | 1er      | 16,00 m |